# Abbazia di Klingenmünster
L'abbazia di Klingenmünster (tedesco: Reichskloster Klingenmünster) era un'abbazia imperiale benedettina oggi situata a Klingenmünster, nel comune di Bad Bergzabern (Renania-Palatinato), in Germania.

## Storia
Tutti i documenti dell'abbazia andarono distrutti in un incendio del 840, dunque la sua fondazione e la storia precedente a quella data rimangono alquanto oscure. Si può supporre che il monastero sia stato fondato da Dagoberto I per alcuni monaci che seguivano la regola di san Colombano, e che esistesse già nel 780 con un proprio abate. Quando l'incendio distrusse l'abbazia, i monaci cercarono fondi per la ricostruzione presso l'arcivescovo di Magonza Otkar, precedentemente abbate di Klingenmünster. Da questo momento ricominciano a comparire nuove fonti documentarie. Nel IX secolo era comunque già un'abbazia imperiale.
Tra 1071 e 1084 un monaco di nome Gottschalk divenne notaio dell'imperatore Enrico IV, cosa che probabilmente indicava la sua riacquisita importanza.
Nel 1223 papa Onorio III portò l'abbazia sotto il controllo papale. In questo periodo la sua importanza era ormai declinata. Serviva infatti come trampolino di lancio per i figli cadetti delle famiglie nobili, e dalla tarda metà del XV secolo perdette anche l'aderenza a qualsiasi Regola.
Già dal 1490 la comunità contava solo quattro membri e il 18 novembre di quell'anno papa Innocenzo VIII ordinò la sua conversione in un collegio (Stift). L'ultimo abbate, Eucharius von Weingarten, ne divenne il primo priore.
Con la Riforma introdotta dall'elettore del palatinato, tra 1566 e 1567, Klingenmünster fu completamente secolarizzata e ciò che ne rimaneva divenne proprietà dell'Elettore. Successivamente l'edificio venne demolito per intero, eccetto la chiesa, che nel XVII venne restaurata in stile barocco.